# Музей Скандербега
Музей Скандербега (алб. Muzeu Kombëtar Gjergj Kastrioti Skënderbeu) — етнографічний музей в Албанії, присвячений національному герою країни — Скандербегу.

## Історія
Музей знаходиться всередині замку міста Круя — відреставрованої фортеці епохи Османської імперії. Замок розташований на висоті 557 метрів над рівнем моря. Він витримав три великі облоги турків у 1450, 1466 і 1467 роках, але не був захоплений ворогом. Неприступність цієї цитаделі допомогла Скандербегу захищати Албанію від вторгнення Османської імперії протягом двох десятиліть.
Ідею будівництва музею у вересні 1976 року запропонував професор Алекс Буда. Будівля музею була розроблена албанськими архітекторами Pirro Vaso і Pranvera Hoxha — дочкою Енвера Ходжі. Підготовчі роботи почалася у вересні 1978 року, урочисте його відкриття відбулося 1 листопада 1982 року за участю членів політбюро Албанської партії праці.

## Діяльність

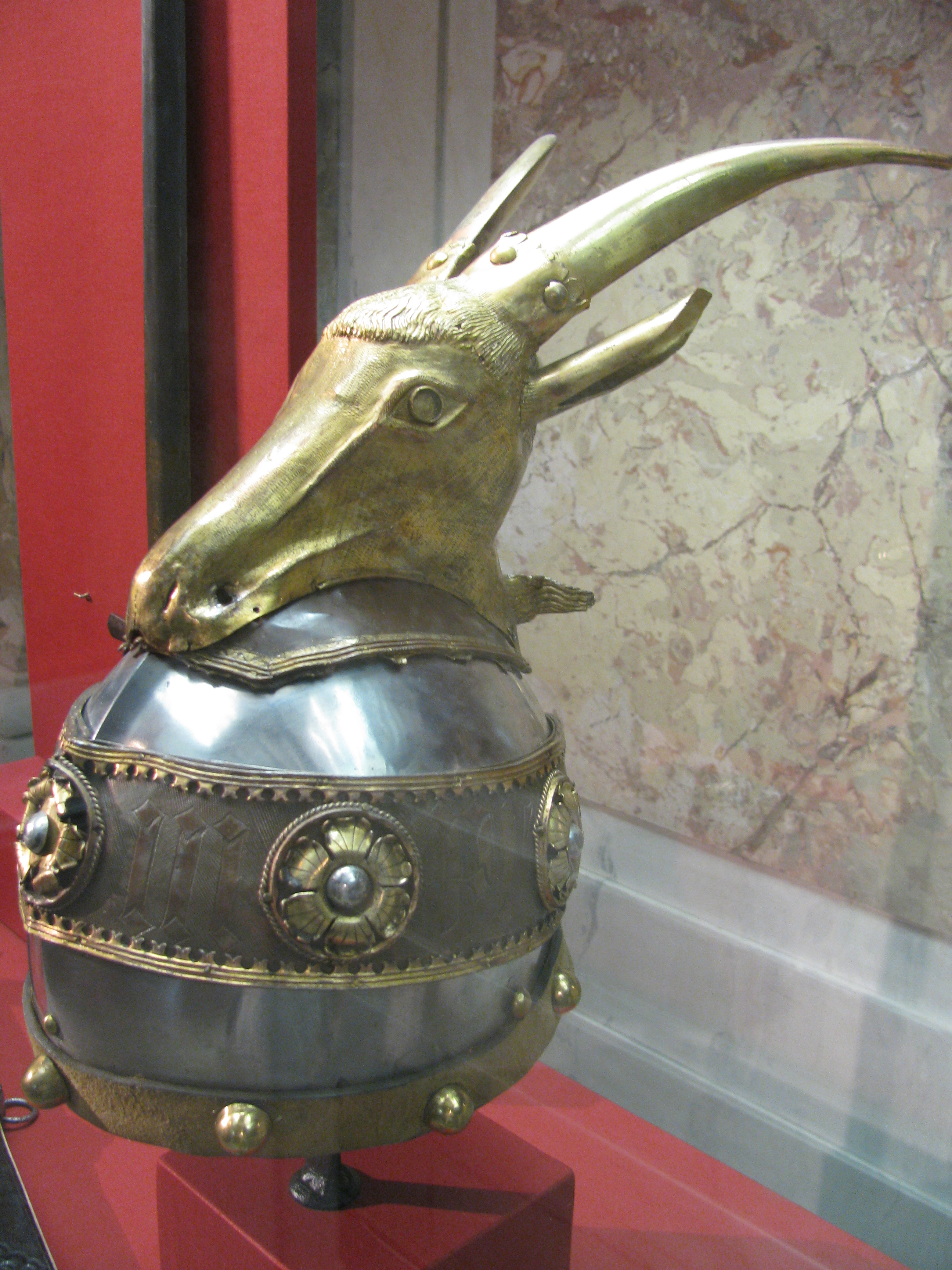
Шолом Скандербега

Замок і розміщений у ньому музей — центр туризму в Албанії і джерело натхнення для албанців. У музеї зібрані предмети, що датуються епохою Скандербега. Експонати розташовані в хронологічному порядку життя албанського героя. Представлені його особисті речі, точна копія знаменитого шолома з цапиною головою, оригінал якого експонується в Музеї історії мистецтв у Відні.
Відкритий для відвідування з травня по вересень включно; з 09:00 до 13:00 та з 15:00 до 18:00 щодня, окрім понеділка. Вартість квитка — 200 албанських лек.